# Григорьев, Иван Трофимович
Григорьев Иван Трофимович (1906—1984) — график, живописец, педагог, член Союза художников СССР (1966). Заслуженный художник Чувашской АССР (1975).

## Биография
Родился в деревне Иваново-Казанск Российской империи (ныне Иглинского района Республики Башкортостан).
Участник Великой Отечественной войны (1941—1943).
Окончил Уфимский педагогический техникум (1928), учился на графическом факультете ВХУТЕИН (1929—1930), в Московском полиграфическом институте (1930—1934), Московском институте изобразительных искусств в мастерской В. А. Фаворского (1934—1937).
В числе его наставников в искусстве были И. Э. Грабарь, А. Д. Гончаров, С. В. Герасимов и А. А. Дейнека.
Преподавал в Алатырском художественно-гравёрном училище (1937—1941). Работал директором Чувашской государственной художественной галереи (1944—1948). Преподаватель, завуч, директор Чебоксарского художественного училища (1950—1960).

## Основные произведения
- «Пастушок» (1937, совместно с Ф. С. Быковым)
- серия натюрмортов акварелью (1937—1941)
- серия импрессионистических натюрмортов маслом (1944—1983)
- линогравюры:
  - «Огни города»
  - «Вётлы»
  - «В ночное» (1963)
  - «В школу» (1965)
  - «Разведчики»
  - «Зимнее утро» (1967)
  - «На реке Суре» (1969)
  - «Песня пастушка» (1970)
  - «Солнечный день» (1971)
  - «Грачи» (1972)
  - «Летний день» (1973)
  - «Чувашский мотив» (1974)
  - «Деревня Сильби» (1975)
  - «Прощание» (1977)
  - «Говорит Москва!» (1981)
  - серии иллюстраций к поэме К. В. Иванова «Нарспи» (1935—1983)

## Выставки

### Участник выставок
- чувашской республиканской (1935—1983)
- зональной «Большая Волга» — 1964 (г. Куйбышев), 1967 (г. Волгоград), 1969—1970 (г. Ульяновск), 1974 (г. Горький), 1985 (Чебоксары)
- Третьей Всесоюзной выставки эстампа — г. Баку (1967)
- произведений автономных республик РСФСР — Москва (1971)
- «Советская Россия — V», «Советская Россия — VI» — Москва (1975, 1977)

### Персональные выставки
Чебоксары — 1968, 1972, 1981, 1987, 1996.

## Семья
- Сын — Игорь Иванович Григорьев (1942—2013), живописец, дизайнер, график.